# Lampropholis elongata
Espèce
Lampropholis elongata est une espèce de sauriens de la famille des Scincidae.

## Répartition
Cette espèce est endémique de l'Est de l'Australie.

## Publication originale
- Greer, 1997 : A new species of Lampropholis (Squamata: Scincidae) with a restricted, high altitude distribution in eastern Australia. Australian Zoologist, vol. 30, no 3, p. 360-368 (texte intégral).